# Marcin Sobczak (piłkarz)
Marcin Sobczak (ur. 20 czerwca 1987 w Jastrzębiu Zdroju) – piłkarz występujący na pozycji napastnika.

## Kariera piłkarska[1]
Polski napastnik rozpoczął karierę w sezonie 2002/2003 drużynie MOSiR Żory występującej w rozgrywkach Klasy A. Wiosną sezonu 2004/2005 gracz zasilił drużynę Gwarka z Zabrza. Zespół uczestniczył w rozgrywkach Klasie B, jednak już w debiutanckim sezonie zawodnika wywalczył mistrzostwo i awansował klasę wyżej. W następnym sezonie zespół ponownie zajął pierwsze miejsce w tabeli. Gracz postanowił spróbować swoich sił w innym, silniejszym od Gwarka zespole i jesienią 2006 dołączył do ekipy poznańskiego Lecha, występującego w najwyższej klasie ligowej w Polsce.
Transfer okazał się jednak nietrafionym. Zawodnik nie przebił się do podstawowej jedenastki Lecha i nie rozegrał żadnego meczu w Ekstraklasie. Ogółem w całym sezonie Sobczak zaliczył jedynie 4 występy w rozgrywkach o Puchar Ekstraklasy, debiutując w koszulce "Kolejorza" 21 listopada 2006 roku w wygranym 3:0 meczu z Pogonią Szczecin. Chociaż Sobczakowi nie udało się zaistnieć w poznańskiej drużynie, gracz po latach stwierdził, że był szczęśliwy, iż mógł trenować w tak doborowym towarzystwie i w klubie z tak fantastycznymi kibicami. Po zakończeniu sezonu gracz powrócił do ekipy z Zabrza, postanowił jednak ponownie wypróbować się w silniejszej ekipie. Wiosną sezonu 2007/2008 napastnik podpisał kontrakt z pierwszoligowym Ruchem Chorzów. Po raz pierwszy w barwach chorzowskiej ekipy wystąpił w spotkaniu Młodej Ekstraklasy, zaliczając pełne 90 minut przegranego pojedynku z Koroną Kielce. W Ekstraklasie po raz pierwszy wystąpił 5 kwietnia 2008 roku wchodząc na boisko w 79 minucie w meczu z Wisłą Kraków. Swojego pierwszego gola dla Ruchu zdobył z rzutu karnego w meczu Młodej Ekstraklasy z GKS-em Bełchatów, dzięki czemu jego drużyna wygrała 1:0. Chociaż łącznie w Ekstraklasie wystąpił jedynie trzy razy, gracz postanowił zostać w Ruchu na następny sezon 2008/2009. Jesienią tych rozgrywek gracz został bohaterem spotkania derbowego przeciwko Polonii Bytom. Napastnik strzelił w tym spotkaniu swoje dwa pierwsze gole w Ekstraklasie, oddając strzał z woleja oraz uderzając głową Dzięki temu jego drużyna, choć przegrywała 0:1, zdołała pokonać rywala 2:1. Ponadto gracz dołożył jedno trafienie w wygranym 2:0 meczu z Cracovią, strzelając w 54 minucie bramkę na 1:0. W czasie zimowego okienka transferowego Polak był bardzo bliski przejścia do słowackiego klubu MŠK Žilina. Gracz zdążył już nawet zadebiutować w drużynie, wchodząc w 59 minucie spotkania sparingowego przeciwko MFK Ružomberok (1:1). Ostatecznie jednak transfer nie doszedł do skutku. MKS w ostatniej chwili zrezygnował zawodnika, a piłkarz trafił do polskiej drużyny GKS Bełchatów. Po raz pierwszy w barwach ekipy z Bełchatowa wystąpił w przegranym 2:3 meczu Ekstraklasy przeciwko swojej byłej drużynie, Lechowi Poznań. Gracz jednak niezbyt często grywał w pierwszej drużynie. W barwach GKS w EkstraklasIE rozegrał tylko 4 niepełne spotkania. Sezon 2009/2010 Marcin spędził w Bydgoszczy, grając dla miejscowego Zawiszy (wypożyczenie z Ruchu Chorzów). Od rundy wiosennej sezonu 2010/2011 grał na wypożyczeniu w GKS Tychy. W sierpniu 2012 roku rozwiązał kontrakt z Ruchem Chorzów aby następnie związać się umową z niemieckim klubem Viktoria Berlin.